# زنجیر (فیلم ۲۰۰۵)
زنجیر (به هندی: Silsiilay) فیلمی محصول سال ۲۰۰۵ و به کارگردانی خالد محمد است. در این فیلم بازیگرانی همچون تابو، بومیکا چاولا، ریا سن، آشمیت پاتل، جیمی شرگیل، سلینا جایتلی، آنیتا حسناندانی ریدی، دالی بیندرا ایفای نقش کرده‌اند.